# شارلوته مور
شارلوته مور (بالإنجليزية: Charlotte Moore)‏ هي منتجة تلفزيونية بريطانية، ولدت في 1 يونيو 1968.

## وصلات خارجية
- شارلوته مور على موقع IMDb (الإنجليزية)
- شارلوته مور على موقع قاعدة بيانات الفيلم (الإنجليزية)